# Mitotano

Estructura del mitotano

El mitotano, que se vende bajo la marca Lysodren, es un inhibidor de la esteroidogénesis y un medicamento antineoplásico citotóxico que se usa en el tratamiento del carcinoma de la corteza suprarrenal y el síndrome de Cushing. Es un derivado del insecticida temprano DDT y un isómero de p, p'-DDD (4,4'-diclorodifenildicloroetano) y también se conoce como 2,4 '- (diclorodifenil) -2,2-dicloroetano (o, p '-DDD).

## Mecanismo de acción
El mecanismo de acción del mitotano es poco conocido. Sin embargo se han descrito 2 formas: la primera es la acción adrenolítica causada por la acumulación de lípidos y la atrofia de las regiones fascicular y reticular de la corteza suprarrenal. El segundo mecanismo es la disminución de los niveles de cortisol a través de la inhibición de la vía de esteroidogénesis  y el aumento del aclaramiento de cortisol a través de la globulina transportadora de cortisol también denominada transcortina.
Se ha demostrado que el mitotano altera la homeostasis de los lípidos mediante acción sobre la esterol O-aciltransferasa 1, también conocida como SOAT1, causando estrés en el retículo endoplásmico y dando como resultado apoptosis celular. Además logra su efecto antitumoral y citotóxico mediante la inhibición de la actividad del complejo IV de la cadena de transporte de electrones (citocromo c oxidasa) y de las cadenas respiratorias mitocondriales dando lugar a alteraciones morfofuncionales.
El mitotano tiene un efecto importante en la inhibición de enzimas que intervienen en la esteroidogénesis como la enzima 20-22 desmolasa que cataliza la conversión de colesterol en pregnenolona, la enzima a 3β-hidroxiesteroide deshidrogenasa que cataliza la síntesis de la progesterona desde la pregnenolona, la 17-hidroxiprogesterona desde la 17-hidroxipregnenolona, y la androstenediona desde la dehidroepiandrosterona. Además inhibe la enzima 11β-hydroxilasa que interviene en la formación de cortisol y aldosterona.

## Indicaciones
El mitotano fue descubierto en el año 1949 y desde entonces se ha utilizado en el tratamiento del carcinoma adrenocortical debido a sus propiedades adrenolíticas. Las tasas de remisión con mitotano en pacientes con irradiación hipofisaria son cercanas al 100%; sin embargo, se asocia con la aparición de reacciones adversas medicamentosas que pueden presentarse en un gran número de pacientes.

## Posología
El tratamiento debe iniciarse con dosis de 1.5 gr hasta 3 g de mitotano al día (hasta un máximo de 6 gr al día) y debe aumentarse progresivamente (cada dos semanas y dependiendo de la tolerancia) hasta que los niveles plasmáticos de mitotano alcancen la ventana terapéutica entre 14 a 20 mg/L. Dado a sus propiedades lipofílicas, se recomienda que sea administrado con alimentos ricos en grasa (bebidas lácteas como el yogurt) para favorecer su absorción. Se ha visto que después de la interrupción del tratamiento con mitotano, éste se libera lentamente de los sitios de almacenamiento en la grasa, lo que lleva a vidas medias plasmáticas terminales que varían de 18 a 159 días.

## Reacciones adversas
Más del 80% de los pacientes que reciben mitotano presentarán por lo menos un efecto no indeseable. Dado que induce la actividad de la enzima CYP3A4, se recomienda tener precaución al utilizarlo concomitantemente con otros fármacos que se metabolicen por la misma vía.

### Frecuentes
- Diarrea
- Náuseas
- Vómito
- Elevación de enzimas hepáticas
- Hipercolesterolemia
- Hipertrigliceridemia
- Leucopenia
- Mucositis
- Ataxia
- Rash cutáneo
- Insuficiencia adrenal

### Infrecuentes
- Hepatitis autoinmune
- Anemia
- Trombocitopenia
- Polineuropatía
- Discapacidad mental[1]

## Ventana terapéutica
Los niveles plasmáticos (mitotanemia) deben evaluarse a intervalos frecuentes, hasta que se alcance la dosis de mantenimiento óptima entre 14 y 20 mg/L. Si se presentan niveles por debajo de 14 mg/L no se logrará e efecto antitumoral deseado; por otro lado, si los niveles se encuentran por encima de 20 mg/L se aumenta el riesgo de presentar reacciones adversas medicamentosas principalmente a nivel del sistema nervioso central. En caso de presentarse, es posible que deba interrumpirse temporalmente el tratamiento o disminuir la dosis. No obstante, debe continuarse siempre que se observen beneficios clínicos y evaluando riesgo-beneficio.
Se ha visto que la concentración plasmática objetivo se alcanza en promedio en un período de 3 a 5 meses.

## Disponibilidad comercial
El mitotano se vende bajo el nombre de Lysodren® y es considerado un «medicamento huérfano» (utilizado en enfermedades raras). Se encuentra aprobado por la FDA desde el año 1970 y desde el 20014 cuenta con autorización de comercialización válida en toda la Unión Europea. En Colombia, actualmente es comercializado por la empresa Valentech Pharma.